# 안토니오 베니테스 페르난데스
안토니오 베니테스 페르난데스(스페인어: Antonio Benítez Fernández; 1951년 6월 2일, 안달루시아 주 헤레스 데 라 프론테라 ~ 2014년 2월 19일, 안달루시아 주 헤레스 데 라 프론테라)는 스페인의 축구 선수로, 좌측 수비수를 맡았었다.

## 클럽 경력
카디스 도 헤레스 데 라 프론테라 출신인 베니테스는 인근 테르세라 디비시온의 헤레스에서 축구를 시작했다. 1970년, 그는 안달루시아 이웃 베티스에 입단했고, 1년차에 2부 리그 1위로 라 리가 승격을 이룩했다.
베니테스는 1971년 10월 3일, 0-2로 패한 발렌시아와의 원정 경기에서 1부 리그 신고식을 치렀는데, 그 시즌에 28경기 출전하여 1골을 기록했고, 초록 하양 군단은 리그를 13위로 마감했고, 이듬해에 2부 리그로 다시 강등되었다. 1970년대 후반에 들어 그는 1977년에 코파 델 레이 우승을 거두었고, 1978년에 또다시 1부 리그에서 강등되었고, 그 다음 시즌에 다시 1부 무대에 복귀했다. 초년 시절, 그는 좌측 미드필더로 활약했었다.
베니테스는 1984년 6월, 33세의 나이로 현역 은퇴를 선언했는데, 막판 2년 동안 단 1번의 공식 경기에 출전하는데 그쳤다. 그는 베티스 소속으로 300경기 넘게 출전했고, 이후 구단의 유소년들을 지도했다.

## 국가대표팀 경력
베니테스는 쿠벌러 라슬로 감독의 부름을 받아 3년 동안 3번의 스페인 국가대표팀 경기에 출전했다. 그의 첫 국가대표팀 경기는 1974년 10월 12일, 1-1로 부에노스 아이레스에서 1-1로 비긴 아르헨티나와의 친선경기였다.

## 최후
2014년 2월 19일, 베니테스는 고향에서 영면에 들었다. 그는 당시 향년 62세였다.

## 수상
베티스
- 코파 델 레이: 1976–77
- 세군다 디비시온: 1970–71